# Stein (Mondkrater)
Stein ist ein Einschlagkrater auf der Mondrückseite.
Der Krater liegt nahe der Mitte der erdabgewandten Seite, gut 200 km nördlich des Äquators, nördlich des größeren Kraters Lipskiy. In westlicher Richtung stößt man auf Tiselius und Valier, in nordwestlicher Richtung auf Šafařík und Sharonov. Die Entstehungszeit des Kraters fällt in die nektarische Periode.
Stein hat fünf Nebenkrater:
| Buchstabe | Position           | Durchmesser | Link |
| --------- | ------------------ | ----------- | ---- |
| C         | 8,76° N, 178,82° W | 26 km       |      |
| K         | 5,11° N, 179,97° W | 19 km       |      |
| L         | 4,64° N, 179,89° W | 17 km       |      |
| M         | 3,83° N, 178,84° O | 28 km       |      |
| N         | 2,13° N, 178,44° O | 15 km       |      |

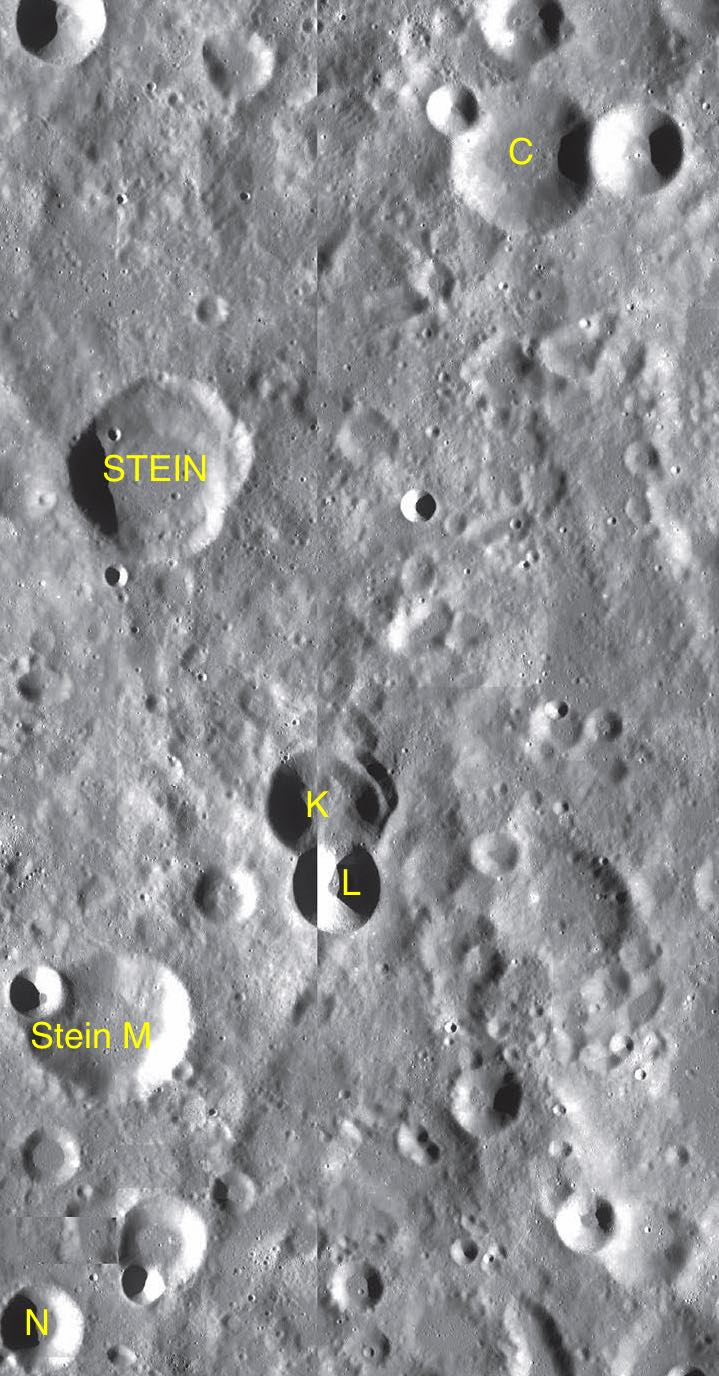
Stein mit seinen Nebenkratern

Der Krater wurde 1970 von der IAU offiziell nach dem niederländischen Astronomen Johan Stein benannt. (Der Krater Stein auf der Venus ist nach Gertrude Stein benannt.)